# Dieta climatariana
A dieta climatariana é uma dieta focada na redução da pegada climática.

## Etimologia
O termo apareceu pela primeira vez em meados da década de 2010, com o The New York Times incluindo-o na sua lista de novas palavras relacionadas com a alimentação em 2015, onde foi definido como "uma dieta cujo objetivo principal é reverter as alterações climáticas". A palavra em si é uma junção do substantivo “clima” e da palavra fragmentada “-tariana”, que passou a se referir-se a alguém com restrição alimentar.

## Formas sugeridas para reduzir a pegada de carbono na dieta
Dietas centradas no clima não envolvem regras rígidas, mas sim atenção à produção de alimentos, como de onde os alimentos vêm e para onde vão. Os Princípios Fundamentais envolvem comer localmente, reduzir o consumo de carne ou escolher carnes de menor impacto e eliminar o desperdício de alimentos sempre que possível. As sugestões incluem:
- Coma alimentos "eficientes em termos de solo"
- Coma menos carne bovina de confinamento
- Compre localmente
- Compre orgânico
- Coma culturas resistentes à seca
- Reduza o desperdício de alimentos

## Motivação
A dieta climatariana deverá trazer benefícios duplos, não só para o consumidor, que desfrutará de uma dieta mais saudável, mas também para o planeta como um todo, ao reduzir o impacto climático da produção de alimentos. Os defensores do climatarianismo afirmam que a dieta baseia-se em dados científicos claros, pois busca reduzir o consumo daqueles alimentos que são identificados como os maiores emissores de gases de efeito de estufa responsáveis pelas alterações climáticas.
Uma das principais formas pelas quais os climatarianos esforçam-se para tornar o seu consumo alimentar menos prejudicial ao ambiente é evitando comer carne de vaca e de borrego.
De acordo com um estudo de 2014, "a carne bovina utilizou 28 vezes mais terra, 11 vezes mais água e emitiu cinco vezes mais gases com efeito de estufa do que a produção de carne de porco, aves, laticínios ou ovos". Também foi calculado que a pegada de carbono da carne bovina é bem superior ao equivalente a 20.000 g de CO2por quilo, enquanto que o peixe é pouco menos de 4.500 g, e as aves são cerca de 4.000 g. Os feijões e as frutas secas são inferiores ao equivalente a 2.000 g de CO2por quilo, enquanto os vegetais e as frutas da época utilizam menos de 1.000 g.
Outros objetivos da dieta climatariana consistem em comer muitos vegetais, escolher alimentos produzidos localmente e usar todas as partes de um animal ao comer carne, a fim de reduzir o desperdício.

## App climatariana
Em 2016, o grupo climático australiano Less Meat Less Heat lançou uma campanha de financiamento coletivo para desenvolver uma aplicação que tornasse mais fácil para os consumidores comerem de forma ambientalmente consciente. A aplicação foi lançada em novembro de 2016 e visa incentivar os utilizadores a reduzir sua pegada alimentar para menos de 80 quilos de carbono por mês.